# Ruta 4 (Costa Rica)
La Ruta 4, oficialmente Ruta Nacional Primaria 4, coloquialmente Corredor Noratlántico, es una ruta nacional de Costa Rica ubicada en las provincias de Alajuela, Heredia, Guanacaste y Limón.
Junto con el tramo entre Guápiles y Limón de la Ruta 32, conforman el Corredor Noratlántico, que comunica la costa caribeña con el cantón de La Cruz en la provincia de Guanacaste, recorriendo la zona norte del país.

## Descripción
Sale de la  Ruta 32, en el cantón de Sarapiquí de la provincia de Heredia, pasa por la  provincia de Alajuela y finalmente llega hasta La Cruz en la provincia de Guanacaste a una intersección con la Ruta 1. Tiene un cruce con la Ruta 35 en Muelle de San Carlos y otro con la Ruta 6 en Upala.
En la provincia de Alajuela, la ruta atraviesa el cantón de San Carlos (los distritos de  Florencia, Aguas Zarcas,  Pital,  La Fortuna,  La Palmera,  Venado, Cutris,  Monterrey), el cantón de Upala (los distritos de Upala, San José (Pizote), Delicias, Dos Ríos, Yolillal), el cantón de Guatuso (los distritos de San Rafael, Buenavista, Katira), el cantón de Río Cuarto (el distrito de Santa Rita y el distrito de Santa Isabel ).
En la provincia de Heredia, la ruta atraviesa el cantón de Sarapiquí (los distritos de Puerto Viejo, La Virgen,  Horquetas).
En la provincia de Guanacaste, la ruta atraviesa el cantón de La Cruz (los distritos de La Cruz, Santa Cecilia, La Garita).
En la provincia de Limón, la ruta atraviesa el cantón de Pococí (el distrito de Guápiles).